# Baker (Montana)
Baker er en amerikansk by og v Fallon County i staten Montana. I 2000 havde byen et indbyggertal på 1.695.
46°21′53″N 104°16′30″V / 46.3647°N 104.275°V